# Lavorazione del caffè

## Tipi di chicchi[1]
- parchment suka: (grani in pergamino) il chicco è ricoperto dall'endocarpo secco.
- block beans: caffè lavato e ancora bagnato
- cherries: frutto appena raccolto, di colore rosso

## Fasi di lavoro[2]
1. raccolta (hand picking, harvesting): vengono raccolte bacche non verdi. La raccolta è una delle fasi più importanti nella produzione, ed è determinante per la qualità del prodotto. Se vengono raccolte troppe bacche verdi gli agricoltori sono pagati meno (penalities)
2. defruiting: (in pulping station) viene separato (spesso in acqua) il frutto (pulp) dal seme. Il chicco rimane protetto da uno strato di pectina e da uno strato "silver skin".
3. washing: il caffè viene lavato
4. asciugatura (drying): il caffè viene steso al sole e all'aria per una settimana.
5. spazzolatura (polishing): eventuale spazzolatura per rimuovere il "silver skin".
6. sorting: separazione dei chicchi per colore e grandezza. I chicchi rotti o danneggiati, e corpi esterni come sassi o fagioli sono eliminati; il lavoro è spesso fatto a mano. Fino a questa fase si parla di "green beans"
7. aging: alcuni tipi di caffè vengono invecchiati. Per lo più caffè che proviene dall'India o dall'Indonesia.
8. tostatura (roasting): quando i chicchi vengono arrostiti, i chicchi verdi riescono a raddoppiare quasi la loro grandezza originale, cambiando in colore e in densità. Quando la temperatura interna al chicco raggiunge i 200 °C, il chicco incomincia ad assumere il colorito marrone scuro. Fatto in luogo solo per mercato locale.
9. insaccatura
10. analisi: controllo qualità da parte dell'autorità locale.
11. macinatura (milling)

## Inquinamento
L'utilizzo di insetticidi chimici nelle coltivazioni e la struttura delle fabbriche per la lavorazione del caffè provoca l'erosione del terreno, la distruzione della biodiversità, l'impossibilità di usare il legno, l'inquinamento dell'aria e delle acque.
Nei pressi di una fabbrica per la seccatura del caffè è facile vedere i fumi che escono da questo mostro di lamiera impestando l'aria per quasi mezzo chilometro diffondendo un odore a polvere bruciata che rende difficile la respirazione. Sulle persiane bianche delle case in pochi minuti si forma un dito di sporco nero e appiccicoso. Varie ricerche hanno mostrato come l'inquinamento dell'aria abbia conseguenze disastrose sui bambini, ritardandone la crescita, creando problemi nello sviluppo e indebolendo le difese immunitarie. Se non adeguatamente trattati i rifiuti del caffè sono altamente tossici e rendono i fiumi dei corsi d'acqua morti.

## Varietà di caffè[3][4]
- Arabica
- Robusta